# Aboim da Nóbrega
Aboim da Nóbrega ist ein Ort und eine ehemalige Gemeinde (Freguesia) im Norden Portugals.
Aboim da Nóbrega gehört zum Kreis Vila Verde im Distrikt Braga. Die Gemeinde hatte eine Fläche von 12,2 km² und 980 Einwohner (Stand 30. Juni 2011).
Am 29. September 2013 wurden die Gemeinden Aboim da Nóbrega und Gondomar zur neuen Gemeinde Aboim da Nóbrega e Gondomar zusammengeschlossen. Aboim da Nóbrega ist Sitz dieser neu gebildeten Gemeinde.